# Júlia Ventura
Júlia Ventura (1952) é uma artista luso-neerlandesa.

## Biografia
Júlia Ventura, nasceu em Lisboa em 1952, tendo-se formado em pintura na Escola Superior de Belas Artes de Lisboa e tem o curso de Vídeo Arte da Universidade de Concórdia, Canadá.
Iniciou a sua carreira com exposições colectivas em 1970, e dez anos mais tarde, individuais, entre Lisboa e Amesterdão. Esse contacto com o panorama artístico internacional foi bastante importante.
A artista explora o conceito de matriz imagética, sua massificação e alteridade, desmontando seus elementos e gerando paradoxos e dialéticas que revelam a herança patriarcal na formação da imagem do feminino, ao mesmo tempo que desconstrói o legado verista da origem fotográfica.
Foi na transição das colectivas para individuais que começou a desenvolver novas possibilidades através do campo fotográfico, nomeadamente explorando e questionando a representação e autorrepresentação da identidade feminina.
Na área da autorrepresentação, utiliza elementos artísticos que na altura não eram utilizados em Portugal, nomeadamente o questionamento e a crítica da construção e recepção da identidade fotográfica, a reflexão sobre a representitividade, o reposicionamento de quem observa a imagem.
No que diz respeito à representação feminina, Júlia Ventura trabalha os estereótipos associados, assim como as ambiguidades de acções e objectos associados, diga-se a sexualidade e feminilidade.

## Reconhecimento e prémios
Em 2004, foi realizada uma antologia da sua obra na Fundação de Serralves e no Muller Museum, em Otterlo, Países Baixos.
Bruno Marchand, curador da Culturgest, descreveu a obra de Júlia como "uma das mais poderosas reflexões que o contexto artístico nacional produziu sobre as questões da representação e sobre o impacto que os sistemas de disseminação da imagem contemporânea nelas desempenham".

## Obra
Valendo-se principalmente da fotografia, com suas possibilidades de representação e reprodutibilidade, e mais recentemente do vídeo e da pintura, investiga o léxico dos estereótipos sexuais e imagéticos que envolvem a representação feminina, influenciando o desenvolvimento do próprio discurso artístico e fotográfico.
A sua obra tem sido exibida em Portugal e no estrangeiro, especialmente nos Países Baixos. Destacam-se as exposições coletivas no Stedelijk Museum, Amsterdão (1991), Museo Nacional Reina Sofía, Madrid (1997), MEIAC, Badajoz (2001), assim como as exposições individuais na Villa Arson, Nice (1989), Centro Cultural de Belém (1997) e Musée d’art moderne et contemporain, Genebra (2002).
Exposições a título individual (lista não exaustiva):
- 2023 Olhar de Perto, Ponto de Indecisão/ Inglês: Looking Closely, Point of Indecision- Galeria Pedro Oliveira (Portugal)

- 2006- Sem título, 2005- Museu Nacional de Arte Contemporânea Lisboa (Portugal)

- 2005- Solo Exhibition- Kröller-Müller Museum (Países Baixos)

- 2004- marked printed exposed / marcar imprimir expor- Fundação de Serralves (Portugal)

- 2004- Untitled (Seascapes) 2000-2003- Galeria Filomena Soares (Portugal)

Exposições em grupo (lista não exaustiva):
- 2022- LA VIE INVISIBLE- Centre Photographique (França)
- 2017- PTBF16 Bienal de Fotografia- Bienal de Fotografia (Portugal)
- 2011- O voo do Bumerangue- Galeria Filomena Soares (Portugal)
- 2005- Del Zero al 2005. Perspectivas del arte en Portugal.- Botín Foundation (Espanha)
- 2004- Shanghai Biennale 2004- Shanghai Biennale - Shanghai Art Museum (China)
- 2003-Zeitgenössische Kunst aus Portugal- Europäische Zentralbank (Alemanha)